# Maalbroek
Maalbroek ist ein Grenzübergang zwischen den Niederlanden und Deutschland. Dort geht die niederländische N280 in die deutsche Bundesautobahn 52 über. Die deutsche Seite des Grenzüberganges heißt Elmpt. Die Bebauung von Elmpt liegt jedoch sechs Kilometer weiter östlich.
Maalbroek gehörte bis 1959 zur Gemeinde Maasniel, bis diese in Roermond eingemeindet wurde.